# Baron of Renfrew (Schiff)
Die Baron of Renfrew war ein rund 110,8 m langer britischer Viermast-Frachtsegler der Reederei Charles Wood. Sie wurde in der kanadischen Stadt Québec gebaut, war bei der Indienststellung im August 1825 das größte Schiff der Welt und zählt heute zu den größten Holz- und Segelschiffen aller Zeiten. Bei ihrer ersten und einzigen Fahrt strandete die als Einwegschiff gebaute Baron of Renfrew im Oktober 1825 im Ärmelkanal und zerbrach in zwei Teile. Zwei Besatzungsmitglieder starben dabei.
Die Namensgebung des Schiffes bezieht sich auf den Titel Baron of Renfrew, eine nachgeordnete Würde des Prince of Wales.

## Geschichte
Die Baron of Renfrew wurde in der Werft von Charles Wood in Anse-du-Fort auf Île d’Orléans in der kanadischen Provinz Québec gebaut.
Das Schiff war ein sogenanntes Einwegschiff, im Englischen Timber Drogher oder disposable ship, und nur für den Transport von Holz aus der Neuen Welt nach Europa gebaut worden. Auch das Holz solcher Schiffe wurde nach dem Abbruch im Zielhafen verkauft. Damit wurden die hohen Zölle auf Bauholz umgangen und ein Teil der Baukosten erwirtschaftet. Viele dieser Schiffe waren sehr einfach gebaut und oft nur bedingt seetüchtig. Nach dem Stapellauf im Juli 1825 verließ die Baron of Renfrew am 23. August 1825 unter dem Kommando von Kapitän Matthew Walker und einer Besatzung von über 27 Mann Quebec mit dem Ziel London. Nach einem zeitgenössischen Bericht geriet die Baron of Renfrew etwa 500 Meilen von ihrem Ausgangshafen in einen Sturm und war von da an „voller Wasser“. Das Schiff verfügte über eine gebrauchte dampfgetriebene Pumpe, mit der das eindringende Wasser jedoch nicht vollständig abgepumpt werden konnte. Derselbe Bericht hält fest, dass von den Besatzungsmitgliedern 27 „landsmen“ gewesen seien, die nicht mit Tauwerk umgehen konnten. Am 21. Oktober erreichte das Schiff den Ärmelkanal, strandete einen Tag später auf den Goodwin Sands und zerbrach. Bei der Strandung starben zwei Menschen. Wrack und Ladung wurden an die französische Kanalküste gespült und am 25. Oktober nach Calais abgeschleppt. Jedoch brachen Teile während der Fahrt ab und versanken. Der Rest wurde abgewrackt.